# Parapristipoma octolineatum
Il Parapristipoma octolineatum, noto in italiano come grugnitore striato africano, è un pesce osseo marino della famiglia Haemulidae.

## Distribuzione e habitat
È presente nell'Oceano Atlantico orientale tropicale, nel mar Mediterraneo è occasionalmente catturato nella parte meridionale del bacino occidentale.
Frequenta fondi scogliosi a basse profondità.

## Descrizione
Ha un profilo dorsale meno convesso degli altri Haemulidae mediterranei come il grugnitore grigio o il grugnitore bastardo, occhi e bocca più grandi, muso più appuntito e comunque la livrea lo rende inconfondibile.  La pinna dorsale è lunga e non presenta incisione mediana, la pinna anale è cortissima.
Il colore è marrone, talvolta con riflessi violacei, con quattro linee longitudinali bianco azzurrine o azzurro vivace. Pinna caudale (e talvolta pinna anale ) di colore giallo o bruno.
Può raggiungere eccezionalmente i 50 cm, di solito fino a 30 cm.

## Biologia
Gregario, vive in banchi, anche se talora alcuni esemplari si possono incontrare solitari o misti a banchi di altri Haemulidae.

## Pesca
Occasionale nel Mediterraneo.
Le carni sono commestibili.